# Frankfurt Group
Als Frankfurt Group wird eine Gruppe von englisch sprechenden, befreundeten Komponisten bezeichnet, die an Dr. Hoch’s Konservatorium in Frankfurt am Main in den letzten Jahrzehnten des 19. Jahrhunderts studierten. Mitglieder dieser Gruppe waren Balfour Gardiner, Percy Grainger, Roger Quilter, Norman O’Neill und Cyril Scott.